# Svorka (elektrotechnika)

Symbol rozebiratelného spoje obvykle používaný pro elektrickou svorku

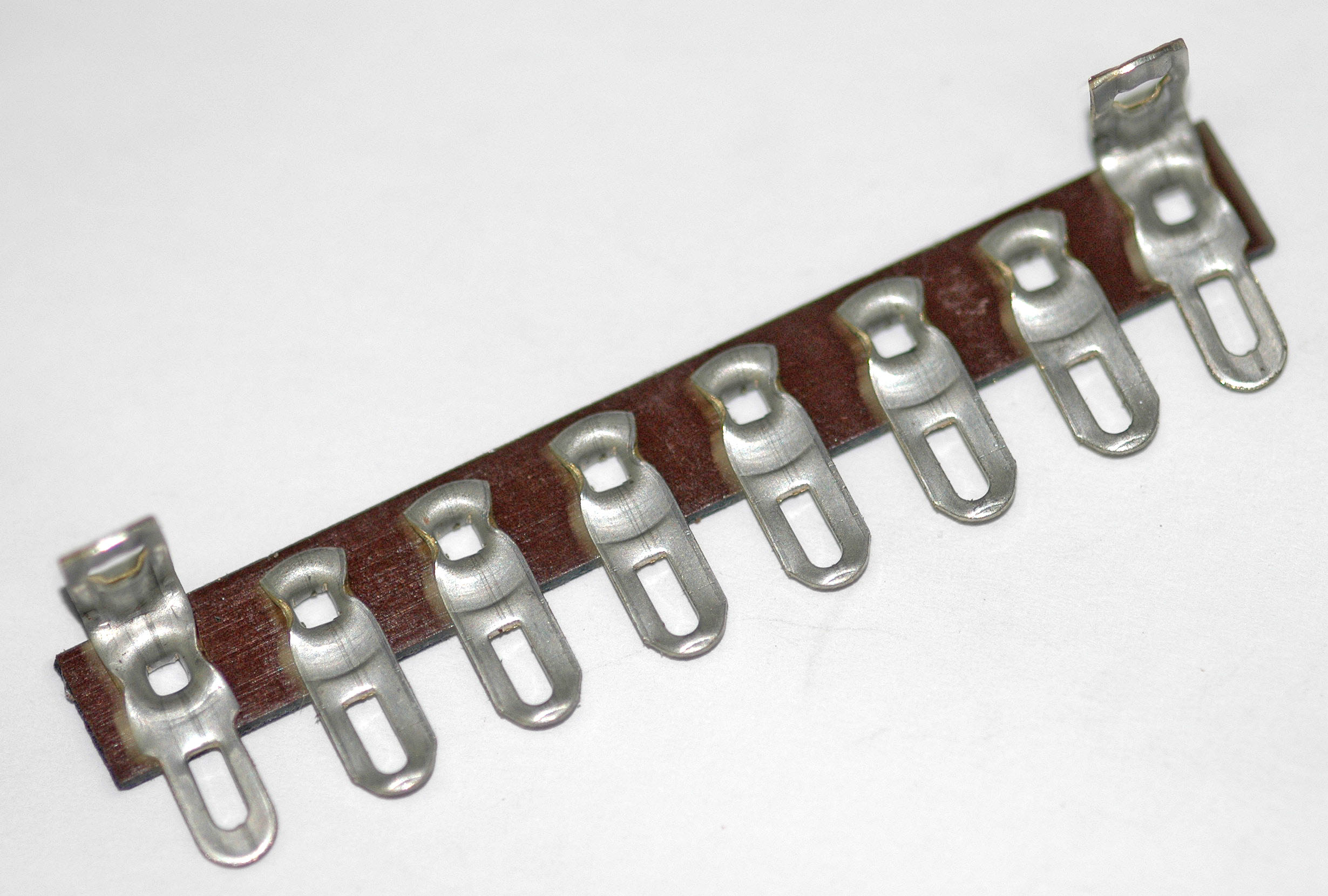
Svorkovnice (pájecí lišta) používaná pro propojování součástek hlavně v první polovině 20. století

Svorka je v elektrotechnice součást elektrického přístroje určená pro připojení přívodního vodiče případně jiných součástek.
V elektrických schématech se vývody pro externí spojení obvykle znázorňují prázdným kroužkem. Tím se odlišují od pevných spojů, které jsou uvnitř obvodu, někdy se nazývají uzly, a jsou znázorňovány plným kroužkem.
Svorkou také nazýváme vývod konektoru sloužící jako bod, který lze použít jako rozebiratelné rozhraní na vodiči, a který tvoří místo, kam lze připojit externí obvody. Svorka může být realizována také mechanickým spojovacím prvkem.
Při analýze obvodů je svorka bod, v němž je teoreticky možné se připojit do obvodu, který však nutně nemusí být nějakým fyzickým objektem. V tomto významu se zvláště ve starších dokumentech někdy používá název pól.
Elektrické články nebo baterie mají dva vývody, označované jako anoda a katoda nebo kladný (+) a záporný (-) pól. Na suchých článcích je kladný pól (katoda) obvykle tvořen čepičkou, zatímco záporný plochou kovovou destičkou (dříve přímo kovovou nádobkou, která tvořila plášť článku).

## Typy svorek
- Konektory
- Kroucené spoje
- Nepájivá pole
- Krokosvorka
- Svorkovnice, včetně lámacích svorkovnic (lustrsvorka)
- Elektroinstalační krabice
- Wago svorky
- Wire nuts, typ šroubovacího spoje pro elektrovodné vodiče používaný v USA
- Ovíjené spoje spojení (pro připojení vodiče na desku)
- Turretova deska používaná do 50. let 20. století
- Vývody elektronických součástek
- Bateriové svorky často používají pružiny nebo šrouby